# Lukavica (Dimitrovgrad)
Lukavica (em cirílico: Лукавица) é uma vila da Sérvia localizada no município de Dimitrovgrad, pertencente ao distrito de Pirot, na região de Visok. A sua população era de 368 habitantes segundo o censo de 2011.

## Demografia
| 1948 | 1953 | 1961 | 1971 | 1981 | 1991 | 2002 | 2011 |
| ---- | ---- | ---- | ---- | ---- | ---- | ---- | ---- |
| 233  | 230  | 185  | 287  | 407  | 473  | 429  | 368  |